# Johann Wilhelm Ludwig von Podewils
Johann Wilhelm Ludwig von Podewils (* 17. Juli 1762 in Seelack, Kreis Rastenburg; † 10. Februar 1825 in Penken) war ein preußischer Landrat im Kreis Brandenburg.

## Leben
Er entstammte der preußischen Linie des in Pommern schlossgesessenen Adelsgeschlecht von Podewils. Seine Eltern waren der Erbherr auf Penken und Sehmen, Gottlieb Wilhelm von Podewils (1734–1775) und dessen Ehefrau Luise Charlotte Juliane, geborene von Reibnitz (1740–1784). Der preußische Generalmajor Christian Ferdinand von Podewils (1768–1831) war sein Bruder.
Podewils ist 1774 in die preußische Armee eingetreten und stand als Leutnant im Garnison-Regiment „v. Hallmann“ Nr. 1. Im November 1782 wechselte er in das Infanterie-Regiment „Jung-Rothkirch“ Nr. 11 und avancierte 1790 zum Oberleutnant, sowie 1793 zum Stabskapitän. Im März 1796 ist er mit alter Armeeuniform dimittiert und hat im Februar 1797 den Charakter als Major erhalten. Er stand noch 1813 als Major in der 3. Kompanie, des 4. Ostpreußischen Landsturm-Bataillon „Tiefensee“ bei Zinten. 
Bereits im Jahr 1797 wurde er Kreisdeputierter des Kreises Brandenburg, 1800 interimistischer und 1805 regulärer Landrat im Kreis Brandenburg. Johann Wilhelm Ludwig von Podewils galt im Mai 1810 als einer der „vorzüglichsten Landräte“, ihm wurden „Fähigkeiten, Fleiß und tadellose Moral“ bescheinigt. 
Podewils war Erbherr auf Groß Lauth, Penken, Dollstädt, Seeben und Katlack, sämtlich im Kreis Preußisch Eylau. Er vermählte sich 1792 in Königsberg i. Pr. mit Johanna (Jeanette) Sophia Komtesse von Schlieben-Birkenfeld (1766–1802). Aus der Ehe gingen zwei Töchter und ein Sohn hervor.